# ゆるしの秘跡

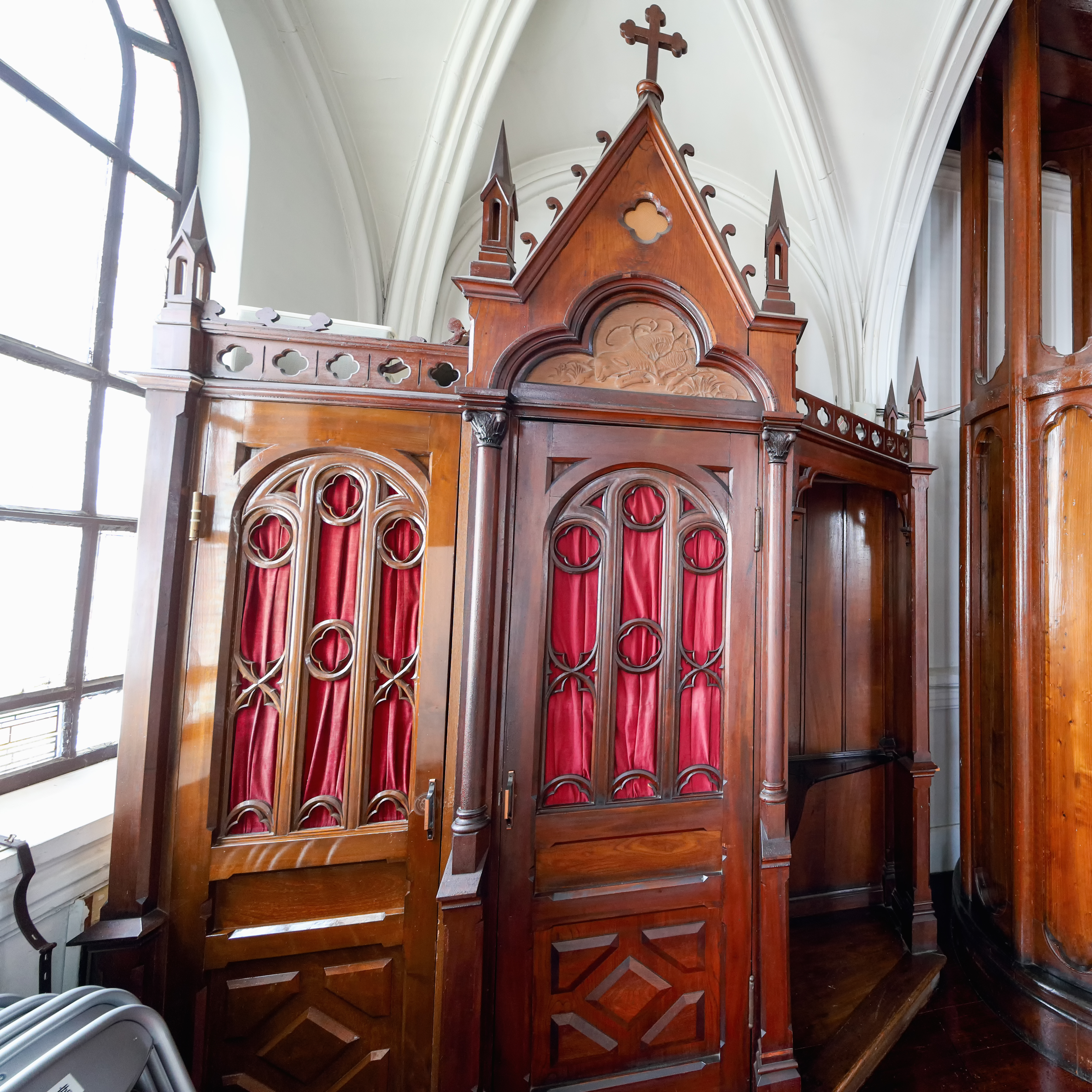
山形県鶴岡市にある鶴岡カトリック教会天主堂の告解場

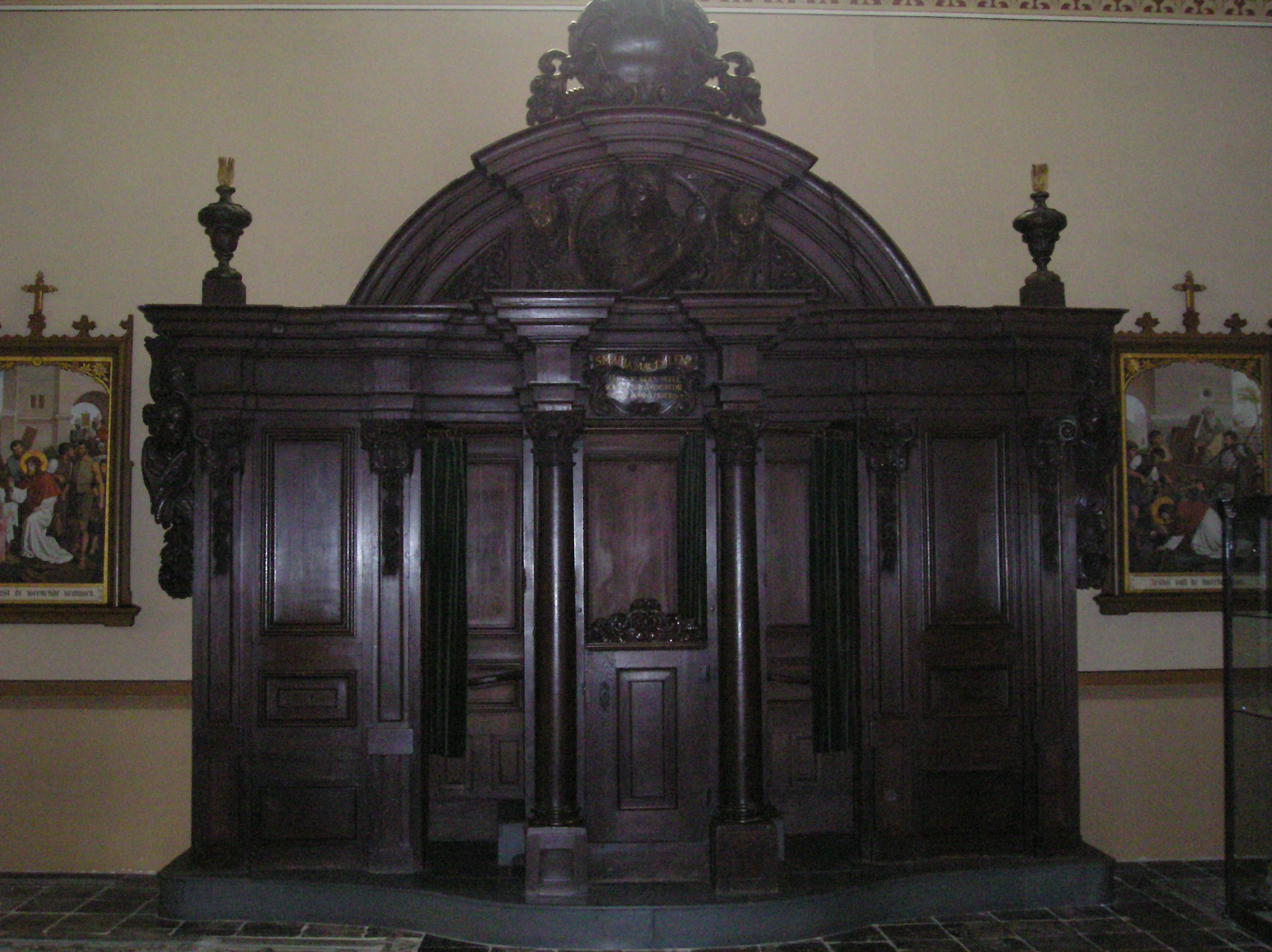
オランダ・北ブラバント州にある伝統的な告解場。

ゆるしの秘跡（ゆるしのひせき、ラテン語: Sacramentum Poenitentiae et Reconciliationis, 英: Sacrament of Penance and Reconciliation）は、カトリック教会の秘跡（サクラメント）の一つで、洗礼以後に犯した罪のゆるしを与える秘跡のこと。かつては悔悛の秘蹟や告解と呼ばれていた。
正教会の「痛悔機密」に相当するが、その理解については一定程度の違いがある。聖公会では聖奠的諸式とされる「個人懺悔」（「懺悔」もしくは「告解」とも）に相当する。プロテスタントではサクラメントとは看做されていない。

## 名称
上記のとおり、日本のカトリック教会では「悔悛の秘蹟」や「告解」と呼んでいたため、古い文献では「悔悛の秘蹟」という表記も見られるが、1978年に新しい儀式書が発行されたときに「ゆるしの秘跡」という名称に変更された。『カトリック教会のカテキズム』の日本語版（2002年）でも「ゆるしの秘跡」と書かれており、現在の日本のカトリック教会では一般的に「ゆるし（赦し）の秘跡」と呼ばれるが、「悔い改めの秘跡」「和解の秘跡」「告白の秘跡」「回心の秘跡」という呼び方もある。

## 回心とゆるし
ゆるしの秘跡は、罪をゆるす恵みの手段としてイエス・キリストが定めた通常の方法で、使徒とその後継者に罪をゆるす権能を授けられたとき、教会の中にゆるしの秘跡を制定した、とされている。その本質的要素は、聖霊のはたらきのもとに回心する人間の行為（痛悔・告白・償い）と、キリストの名によって罪のゆるしを与え、償いを定める司祭のゆるしである。ゆるしの秘跡を受けるためには、悔い改めと回心が不可欠で、そのうえで罪の告白と償いが必要になる。また、大罪を犯した場合には、赦される為にはこの秘跡が不可欠となる。
ゆるしの秘跡を授けることができるのは、使徒の後継者である司教と、司教の協力者である司祭である。司教・司祭（聴罪司祭）は告白を聴き、「父と子と聖霊のみ名によって」罪をゆるす権能を行使する。また聴罪司祭には守秘義務があり、告白によって知った罪についての完全な秘密を守るように義務づけられていて、これに背けば厳罰を科せられる。
ゆるしの秘跡は、洗礼以後に犯した罪をゆるす恵みであるから、（洗礼以外の他の秘跡もそうだが）ゆるしの秘跡を受けられるのはカトリック教会で洗礼の秘跡を受けた信者だけである。また、現代のゆるしの秘跡の典礼には、個別のゆるしの式と共同回心式がある。共同回心式は、教会共同体が連帯して回心に励むためのもので、ことばの祭儀やミサの中で行われる。しかしこの場合にも、罪の告白は個別的に行われる。このためカトリック教会の聖堂には、小さな告解室（「告解部屋」とも）が設けられている。

## 聴罪司祭の役割
- 父親としての役割

聴罪司祭は告白者達、つまり大変遠いところから戻ってきた失われた子らを向かい入れ、愛するための大きな包容力を有していなければならない。放蕩息子の譬え話に登場する父親の姿はまさにそのことを教えている。聴罪司祭は、告白者の心に神の恩寵を再びもたらしてそれを増幅させることで、本当の意味での父親となり、神の父性の写しである父性を自身の行動で示すことである。告白者の償いによる心の再生に貢献してはじめて完全な父親になり得る。聴罪司祭は愛想よく、親切で懸命で慈悲深い者でなければならない。迷える羊に対して善き牧者である私達の主があるように、両肩に人々の魂の重荷を担う準備が整っているべきである。
- 裁判官としての役割

聴罪司祭は、被告人が罪を犯しているのか、あるいはその被告人に処罰を与えるべきかを判断するこの世の裁判官ではなく、告白者に神のゆるしを得る資格があるのかを的確に見極める裁判官、神の正義に従って裁判官のようにその慈しみを与える。この裁判官とは国家公務員の裁判官とは意味が異なる。教会はゆるしの秘跡の際に通訳をつけることを許可している。
- 医者としての役割

聴罪司祭は、裁き手である同時に癒し手でもある「医者を必要とするのは、丈夫な人ではなく病人である」（マタイ９:12）イエスこそを真の医者とし、司祭は助手の役割を果たす。
- 真理の教師としての役割

聴罪司祭は信頼できる「良心の導き手」だと言える。それは単に教理を伝達することではなく、神のいつくしみと愛を示して、信仰者が自己の内面を見つめ常に神の子の自由に生きることができるよう導く役割である。「あなたがたは行って、すべての民を弟子にしなさい。……あなたがたに命じておいたことをすべて守るように教えなさい」（マタイ：19‐20）告解室でも司祭は福音を告げ、主イエス・キリストの教えをそのまま伝える教師の役割を果たさなければならない。その際、司祭個人は、福音の真理を自らの主観で勝手に解釈する権限を一切もてない
- 兄弟としての役割

兄弟があなたに対して罪を犯したなら、行って二人だけのところで忠告しなさい（マタイ18：15）
つまり、悪の中でも最大のものである大罪を犯さないように叱責してくれる人、誤りを正そうとしてくれる人、忠告をしてくれる人ほど兄弟として認められるべき人はいない。司祭は常に、告解室にいる時は特に、このような兄弟として認められるべきとする。